# Дубрава (Сњина)
Дубрава (слч. Dúbrava) насељено је мјесто са административним статусом сеоске општине (слч. obec) у округу Сњина, у Прешовском крају, Словачка Република.

## Становништво
| Година:    | 1994. | 2004.   | 2014.    | 2024.   |
| ---------- | ----- | ------- | -------- | ------- |
| Број људи: | 271   | 279     | 231      | 209     |
| Разлика:   |       | +2,95 % | -17,20 % | -9,52 % |

| Година:    | 2023. | 2024.   |
| ---------- | ----- | ------- |
| Број људи: | 202   | 209     |
| Разлика:   |       | +3,46 % |

Према подацима о броју становника из 2024. године насеље је имало 209 становника.